# Diospyros yunnanensis
Diospyros yunnanensis är en tvåhjärtbladig växtart som beskrevs av Alfred Rehder och William M. Wilson. Diospyros yunnanensis ingår i släktet Diospyros och familjen Ebenaceae. Inga underarter finns listade i Catalogue of Life.